# 吸星大法
吸星大法是金庸小說《笑傲江湖》中的一個虛構武功。這套神功是將別人的內力吸收，將這些別人的內力化成自己體內的內力，或將真氣排出。由逍遙派殘存的北冥神功及星宿派的化功大法融合為一，主要承傳自化功大法一支，合而為一稱為吸星大法，在小说中被一般武林人士称为妖法。

## 修練難處
- 第一，是要散去全身內力，使得丹田中一無所有，只要散得不盡，或行錯了穴道，立時便會走火入魔。輕則全身癱瘓，從此成了廢人，重則經脈逆轉，七孔流血而亡。[4]
- 第二，散功之後，又須吸取旁人的真氣，貯入自己丹田，再依法驅入奇經八脈以供己用。這一步本來也十分艱難，自己內力已然散盡，再要吸取旁人真氣，豈不是以卵擊石，徒然送命？[4]

不過令狐沖在受傷之際，全身內力盡失，被桃谷六仙灌以六道真氣治療，之後又被不戒和尚灌以兩道真氣，體內真氣混亂。修練吸星大法時，因為内力已全失，原无所有，要散便散，不费半点力气将體內桃谷六仙和不戒和尚留在体内真气盡歸己身所有。在旁人最艰难最凶险的一步，令狐沖竟不知不觉间便迈过去了。

## 修練缺陷
這種內功之中有幾個重大缺陷，初時修練時不會覺，其後禍患卻慢慢顯露出來。如果修練後不理會它，終有一日會得毒火焚身。那些吸取而來的他人功力，會突然反噬，吸來的功力愈多，反撲之力愈大。

### 解決方法
此缺陷的化解方法有二種；
- 任我行在梅莊地牢中被困的十二年內習得，任我行叫其為融功，書中只提及任我行懂得化解，但並未提及詳細的使用方法。其原理是使用自身內勁強行化除體內的異種真氣，但大耗真元終究不能長久。
- 少林寺方證大師傳授給令狐沖的《易筋經》。其原理是將吸收而來的不同內力修練成易筋經內力，以消化異種內力的衝突。